# 田辺勝
田辺　勝（たなべ　まさる、1972年12月16日‐）は、高知県出身の柔道選手。現役時代は86kg級の選手。現日本体育大学教授。日本体育大学男子柔道部監督。

## 経歴
小学校1年の時に柔道を始める。
中学3年の時に全国中学校大会78kg級で3位に入る。高校からは上京して講道学舎に学ぶ。高校2年の時、インターハイ軽重量級で優勝する。続いて高校選手権の無差別では、86kg級の選手ながら決勝で重量級の真喜志慶治を破って優勝を飾る。さらに高校選手権では世田谷学園高校の団体戦優勝にも貢献して2冠を達成する。日体大進学後は、大学2年の時に世界ジュニアで優勝を果たす。しかし、86kg級は吉田秀彦、中村佳央、岡田弘隆等強豪揃いの階級だったこともあって、シニアの大会では上位に顔を出すものの優勝までには至らなかった。社会人になってからも国内外の大会で一定の活躍はするものの、結局代表までには至らず。
現在は日体大の准教授であり、また、2008年からは全日本女子代表のコーチも務めていた。
2013年2月には体罰問題で監督を辞任した警視庁の園田隆二の後を受けて監督代行を務めることになった。3月には次期監督になることが予定されていたものの、辞任した園田らと一緒に行動していたかのように受け取られかねないといった意見が上がるなど、実業団や大学の指導者からの反対意見が多かったこともあり、結果として起用が断念されることになった。
11月には日体大柔道部の監督に就任した。

## 主な戦績
- 1987年　-　全国中学校柔道大会　3位
- 1989年　-　インターハイ　優勝
- 1990年　-　全国高等学校柔道選手権大会　優勝
- 1991年　-　講道館杯　2位
- 1992年　-　世界ジュニア柔道選手権大会　優勝
- 1992年　-　嘉納杯　3位
- 1993年　-　ドイツ国際　優勝
- 1993年　-　全日本学生柔道体重別選手権大会　優勝
- 1994年　-　正力国際　2位
- 1994年　-　ワールドカップ国別団体選手権大会　3位
- 1994年　-　嘉納杯　3位
- 1995年　- 環太平洋柔道選手権大会　優勝
- 1995年　-　ユニバーシアード　優勝
- 1995年　-　アジア柔道選手権大会　3位
- 1995年　-　講道館杯　優勝
- 1996年　- フランス国際　2位
- 1996年　-　選抜体重別　2位
- 1996年　-　講道館杯　2位
- 1997年　-　フランス国際　3位
- 1998年　-　ワールドカップ国別団体選手権大会 優勝
- 1999年　-　フランス国際　2位
- 1999年　-　アジア柔道選手権大会　2位